# Raymund Gaufredi
Raymund Gaufredi OFM (auch Raimundus oder Raymond Godefroid; † 1310) war von 1289 bis 1295 Generalminister der Franziskaner.
Raymund Gaufredi sympathisierte mit den Spiritualen und bemühte sich, sie vor Verfolgungen zu schützen. So sorgte er etwa für die Entlassung der Gruppe um Angelus Clarenus aus der Kerkerhaft. Er wurde von Papst Bonifatius VIII., der ein entschiedener Gegner der Spiritualen war, seines Amtes enthoben.